# Acadèmia de la Llengua i Literatura Persa
L'Acadèmia de la Llengua i Literatura Persa és la institució encarregada de regular el persa des de 1935. Els seus fundadors van ser Mohammad Ali Foroughi i Ali Asghar Hekmat. Els acadèmics procedeixen de l'Iran, Tadjikistan, Afganistan i l'Uzbekistan i estan encarregats de fer recerca sobre la literatura i les tradicions perses, vetllar per l'ortografia de l'idioma i la seva adaptació a les exigències canviants de cada moment històric.